# Klebelsberg-telep
Klebelsberg-telep Szeged egyik déli városrésze. Névváltozatai: 1834–1922 Hattyas, 1922–1928 Vasutastelep, 1928-1958 Gróf Klebelsberg Kunó-telep, 1958–1992 Hattyas-telep, 1992-től újra Klebelsberg-telep.
A városrészt gróf Klebelsberg Kunóról nevezték el 1928-ban. Az első betelepedők az 1900-as években jelentek meg. Nagyarányú létszámnövekedést az első világháború után, a vasutasok ideköltözése okozott. A terület talaja kertészkedésre jó, közművesítettsége azonban kezdetleges szintű volt. A helybelieknek nagy könnyebbséget jelentett a tanyai kisvasút itt épített megállója.

## Elhelyezkedése
Klebelsberg-telep a város délnyugati részén terül el, a körtöltésen kívül, földrajzilag zárt területen. Nyugatra egy csapadék- és belvízelvezető csatorna, délre a Holt-Tisza egy szakasza, északról (Kecskés István-telep felől) a körtöltés, keletre Alsóvárostól a vasúti töltés határolja. A Tisza a telephez közel, kb. 1 km-re délnyugatra folyik, gátja látható a telep nyugati végéről.